# Deport
Deport é uma cidade localizada no estado norte-americano do Texas, no Condado de Lamar e Condado de Red River.

## Demografia
Segundo o censo norte-americano de 2000, a sua população era de 718 habitantes.
Em 2006, foi estimada uma população de 697, um decréscimo de 21 (-2.9%).

## Geografia
De acordo com o United States Census Bureau tem uma área de
2,9 km², dos quais 2,9 km² cobertos por terra e 0,0 km² cobertos por água. Deport localiza-se a aproximadamente 128 m acima do nível do mar.

## Localidades na vizinhança
O diagrama seguinte representa as localidades num raio de 24 km ao redor de Deport.